# David Bar-Hayim
David Bar-Hayim (in ebraico  דוד חנוך יצחק ב"ר חיים ‎?) (Sydney, 24 febbraio 1960) è un rabbino e docente israeliano, sionista di origine australiana, direttore del Machon Shilo (Istituto Shilo) a Gerusalemme.

## Biografia
Rabbi Bar-Hayim è nato a Sydney (Australia) col nome David Mandel, cambiato a seguito della sua emigrazione (aliyah) ad Israele; ha studiato presso la yeshivah Merkaz Harav Kook yeshiva a Gerusalemme per 10 anni. Attualmente insegna nell'area metropolitana gerosolimitana e pubblica articoli in inglese ed ebraico su vari siti web. Sebbene sia un rabbino ortodosso, Bar-Hayim preferisce il termine "ebreo halakhico" e spiega che "ebraismo ortodosso è inesatto come definizione dato che era un  termine dato come risposta alla crescita dell'ebraismo riformato nel XIX secolo. Reagendo al completo disinteresse del movimento riformatore per la pratica tradizionale e per la giurisprudenza religiosa affermata, il nuovo e reazionario "ebraismo ortodosso" (termine precedentemente sconosciuto) adottò un approccio estremo e opposto, vale a dire che la pratica ebraica ashkenazita evolutasi in Europa fino a quel momento doveva essere sancita per sempre, negando la possibilità di un qualsiasi cambiamento, anche se tale cambiamento veniva comandato dalla stessa Torah."

## Eretz Israel
Rabbi Bar-Hayim ha rivivificato l'antica liturgia nusach tefillah degli israeliti, chiamata "Nusach Eretz Yisrael" (preghiera della Terra di Israele) che si basa sul Talmud di Gerusalemme. Ha inoltre proposto di rinnovare la tradizione religiosa di Minhagei Eretz Yisrael, che riflette le usanze liturgiche delle comunità israelitiche pre-esilio, piuttosto che quelle babilonesi o europee.

## Kitniyot
Nel 2007 Rabbi Bar Hayim stabilì che gli ebrei di Israele, indipendentemente dalla loro origine, potevano consumare il kitniyot durante la Pesach.

## Altre posizioni
Bar Hayim ha appoggiato il ritorno del primato del Yerushalmi e dà più peso alle decisioni ivi contenute. Ha inoltre proposto che quando Sukkot cade di Shabbat, gli ebrei israeliani devono seguire le decisioni della Mishnah e del Talmud e adempiere al rituale di Lulav. Afferma anche che si debba recitare Hallel nel giorno di indipendenza israeliano.